# جاي آر ساكوراجي
جاي آر ساكوراجي (باليابانية: 桜木ジェイアール) (باليابانية: 桜木ジェイアール) مواليد 30 أكتوبر 1976 في بيكرسفيلد، هو لاعب كرة سلة أمريكي/ياباني. بدأ مسيرته الاحترافية في سنة 1998. تم اختياره من قبل فريق فانكوفر جريزليز خلال الدرافت. يحمل الرقم 32. يبلغ طوله 6 قدم 8 بوصة (2.0 م).

## روابط خارجية
- جاي آر ساكوراجي على موقع الاتحاد الدولي لكرة السلة (الإنجليزية)
- جاي آر ساكوراجي على موقع إن بي أي (الإنجليزية)
- جاي آر ساكوراجي على موقع دوري كرة السلة الياباني للمحترفين (اليابانية)
- جاي آر ساكوراجي على موقع سبورتس رفرنس (الإنجليزية)
- جاي آر ساكوراجي على موقع كرة السلة الأوروبية.كوم (الإنجليزية)
- جاي آر ساكوراجي على موقع كلية كرة السلة في سبورتس رفرنس.كوم (الإنجليزية)
- جاي آر ساكوراجي على موقع ريلجم (الإنجليزية)
- جاي آر ساكوراجي على موقع بروبوليرز (الإنجليزية)